# 3593 Osip
A 3593 Osip (ideiglenes jelöléssel 1981 EB20) a Naprendszer kisbolygóövében található aszteroida. Schelte J. Bus fedezte fel 1981. március 2-án.